# 에마욱센 탈로 호텔

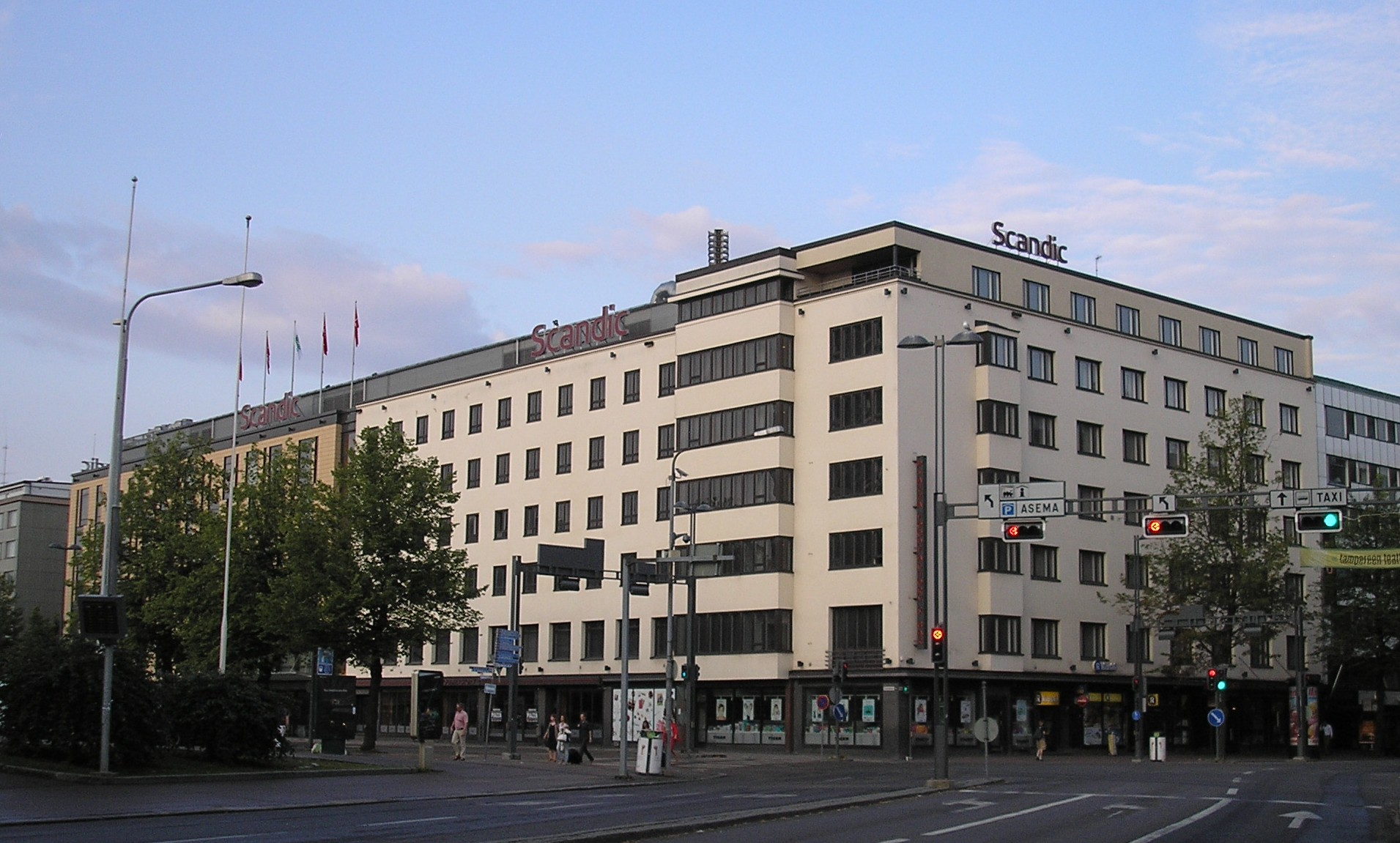

에마욱센 탈로 호텔(핀란드어: Hotelli Emmauksen talo, 영어: Hotel Emmaus house)은 핀란드 탐페레시 퀴탤래구에 소재한 호텔이다. 탐페레 철도역전 맞은편, 해메가와 라우타티에가가 만나는 모퉁이에 있다. 1936년 지어진 현재의 건물은 베르텔 스트뢰메르와 헤이키 티톨라가 설계한 기능주의 양식의 6층 건물이다.
원래 스톨혹름 출신의 니콜라이 바우어라는 인물이 1883년 "바사 호텔"이라는 이름으로 개장했고, 이후 "바우어 호텔"이라는 이름으로도 알려졌다. 바우어 호텔 시절 건물은 프란스 루드비그 칼로니우스가 설계했으며, 2층짜리 건물이었다. 1905년 탐페레 노동자회관에서 러시아 사회민주노동당 제1차 대표자회가 개최되었을 당시 블라디미르 레닌과 이오시프 스탈린이 처음 만났는데, 이 때 스탈린이 바우어 호텔에 투숙했다.
바우어는 1907년 호텔을 기독교청년회 및 기독교여자청년회에 매각했고, 1982년까지 이들이 호텔을 소유했다. 소유주가 바뀐 호텔은 1907년 9월 재개장하여 4층짜리 건물로 확장되었다. 이 때 헤이키 티톨라가 건물을 설계했다. 1932년 탐페레 철도역 신역사가 지어지면서 호텔 부지까지 역이 확장되자 호텔은 자리를 옮겨 1935년 현재 자리로 이전되었다. 완공된 호텔은 방이 117개였다.
1982년, 에마우스 호텔은 위스태밸리넨 레스토랑에 매각되었다. 라우타티에가 방향으로 건물이 증축되어 방이 263개에 달하게 되어 현재에 이르고 있다.
탐페레의 지역 요식기업 린코수오는 1937년 에마우스 호텔에 입점한 가게로 창업되었다.

## 참고 자료
- Koskesta voimaa-sivusto : Rautatieasemanseudun rakennuskannan muutokset 1930-luvulla : Vanha Emmaus
- Koskesta voimaa-sivusto : Rautatieasemanseudun rakennuskannan muutokset 1930-luvulla : Uusi Emmaus
- Tampere wanhoissa postikorteissa : Rauhallista joulua vuonna 1908 Tampereelta – Hospits Emmaus tonttupostikortissa
- Tampere wanhoissa postikorteissa : Nyt loppuvat “makiain leipäin päivät” – Hospits Emmaus postikortissa 7.1.1912
- Vanhan Emmauksen historiaa
- Vanhan Emmauksen historiaa 보관됨 2016-03-05 - 웨이백 머신
- Hotelli Scandic Tampere City